# Серикова, Елена Сергеевна
Елена Сергеевна Серикова (5 января 1979, Иркутск, СССР) — российская баскетболистка, нападающая. Мастер спорта России. Самый результативный игрок «Нефтяника» сезонов 2007/2008 и 2008/2009.
Одна из лучших баскетболисток за всю историю клуба.

## Достижения
- Бронзовый призёр чемпионата России: 2003